# Найзаможніші люди України 2021
Цей список відображає найбагатших людей України за версіями оцінок їх статків двома журналами: Forbes та Фокус.

## Версія журналу «Forbes»
Згідно з журналом Forbes, найзаможнішими громадянами України у 2021 році були:
| №  | Ім'я                      | Сфера діяльності                              | Статки 2021 року, $ млрд. | Основні активи |
| -- | ------------------------- | --------------------------------------------- | ------------------------- | -------------- |
| 1  | Рінат Ахметов             | металургія, ПЕК                               | 7,6                       | СКМ            |
| 2  | Віктор Пінчук             | металургія                                    | 2,5                       | Інтерпайп      |
| 3  | Константин Жеваго         | металургія                                    | 2,4                       | Ferrexpo       |
| 4  | Ігор Коломойський         | металургія, хімія, енергетика, медіа, фінанси | 1,8                       | Укрнафта       |
| 5  | Геннадій Боголюбов        | металургія, хімія, фінанси                    | 1,7                       | Укрнафта       |
| 6  | Олександр і Галина Гереги | ритейл, агросектор                            | 1,7                       | Епіцентр К     |
| 7  | Петро Порошенко           | харчпром                                      | 1,6                       | Рошен          |
| 8  | Вадим Новинський          | металургія, нафтогазовий сектор               | 1,4                       | Смарт-Холдинг  |
| 9  | Олександр Ярославський    | нерухомість, металургія                       | 0,82                      | DCH            |
| 10 | Юрій Косюк                | харчпром                                      | 0,78                      | МХП            |

## Версія журналуФокус
Згідно з журналом Фокус, найзаможнішими громадянами України у 2021 році були:
| №  | Ім'я                      | Сфера діяльності                              | Статки 2021 року, $ млрд. | Основні активи |
| -- | ------------------------- | --------------------------------------------- | ------------------------- | -------------- |
| 1  | Рінат Ахметов             | металургія, ПЕК                               | 10,6                      | СКМ            |
| 2  | Вадим Новинський          | металургія, нафтогазовий сектор               | 2,54                      | Смарт-Холдинг  |
| 3  | Віктор Пінчук             | металургія                                    | 2,53                      | Інтерпайп      |
| 4  | Константин Жеваго         | металургія                                    | 2,46                      | Ferrexpo       |
| 5  | Геннадій Боголюбов        | металургія, хімія, фінанси                    | 1,67                      | Приват         |
| 6  | Ігор Коломойський         | металургія, хімія, енергетика, медіа, фінанси | 1,67                      | Приват         |
| 7  | Петро Порошенко           | харчпром                                      | 1,53                      | Рошен          |
| 8  | Олександр і Галина Гереги | ритейл, агросектор                            | 1,51                      | Епіцентр К     |
| 9  | Влад Яценко               | фінанси, технології                           | 1,3                       | Revolut        |
| 10 | Сергей Тигипко            | фінанси                                       | 0,97                      | Універсал Банк |